# Alte Kaisermühle
Die Alte Kaisermühle ist ein Bauwerk in Darmstadt-Eberstadt. Heute dient die Mühlenanlage ausschließlich Wohnzwecken. Aus architektonischen, industriegeschichtlichen und stadtgeschichtlichen Gründen ist das Bauwerk ein Kulturdenkmal.

## Geschichte und Beschreibung
Auf dem Areal einer älteren Pulvermühle entstand im Jahre 1716 die Mühlenanlage.
In der Vergangenheit wurde die Mühle mehrfach umbenannt.
Um das Jahr 1900 bekam die Mühlenanlage den heutigen Namen Alte Kaisermühle.
Die Mühlenanlage ist ein quadratisch angeordnetes Gehöft mit Mühlgraben.
Die Mühlenanlage bestand aus dem Mühlenhaus, dem Müllerhaus, dem Gesindehaus, dem Lagerhaus und Stallungen.
Die zuletzt bis auf das Hauptgebäude niedergelegte Mühle wurde in den Jahren 1988 und 1989 durch moderne Bauten ersetzt.
Das alte Hauptgebäude der Mühle wurde saniert.

### Mühlenhauptgebäude
Das breitgelagerte, voluminöse zweigeschossige Mühlenhauptgebäude besitzt ein biberschwanzgedecktes Krüppelwalmdach.
Das Fachwerkgebäude mit massivem Sockelgeschoss ist bis auf das Giebeldreieck verputzt.
Die Originalbausubstanz des Hauptgebäudes ist weitestgehend erhalten geblieben.
Das Hauptgebäude ist der bauhistorisch prägende Teil des Mühlengevierts.

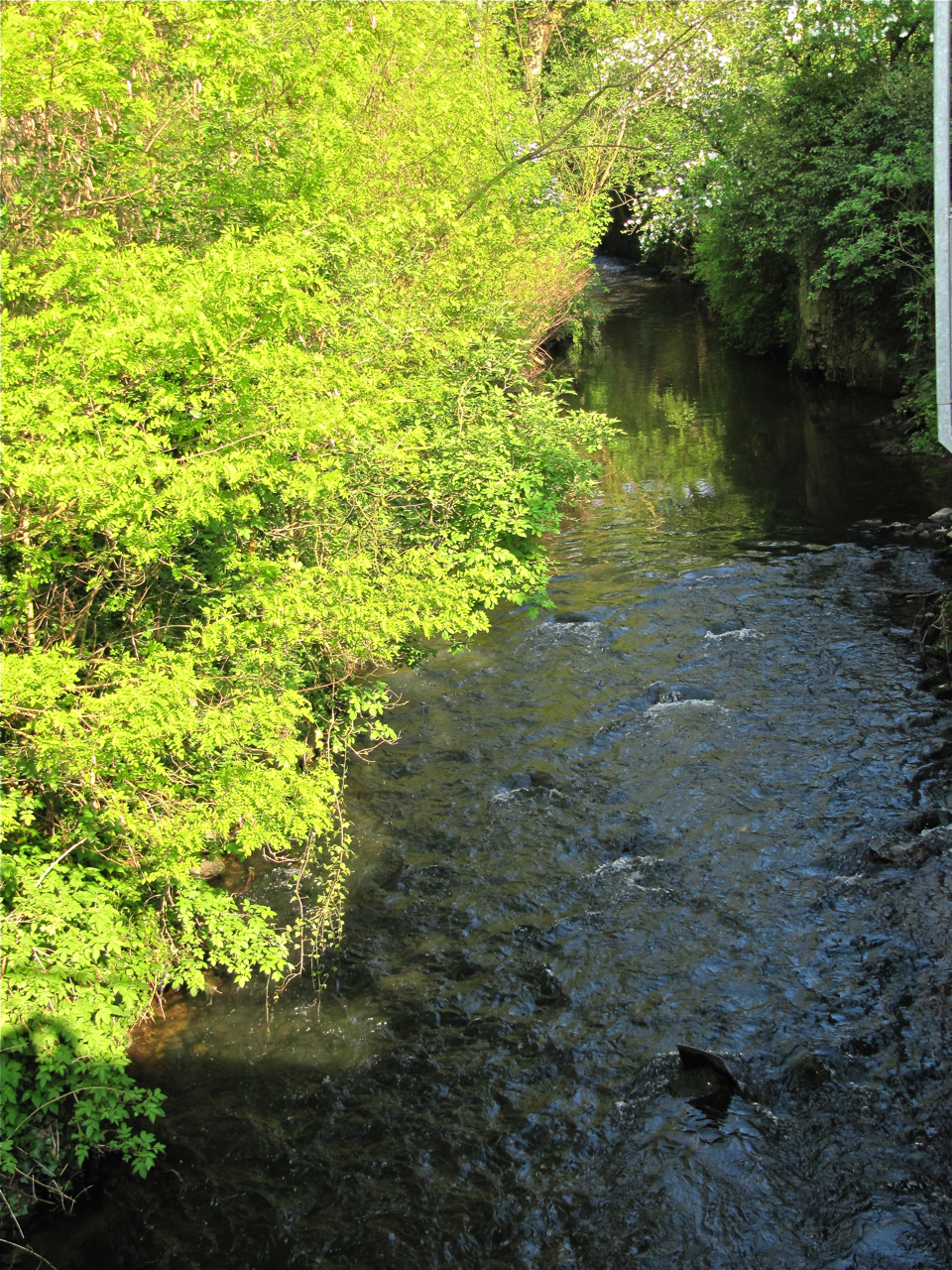
Modau an der Kaisermühle (2010)